# 格蘭特城 (印第安納州)
格蘭特城（英語：Grant City）是位於美國印地安納州亨利縣的一個非建制地區。該地的面積和人口皆未知。